# الفانسو، کاویت
الفانسو، کاویت (به لاتین: Alfonso, Cavite) یک سکونتگاه مسکونی در فیلیپین است که در کاویته واقع شده‌است.

## خصوصیات
الفانسو ۶۶٫۵۸ کیلومترمربع مساحت و ۴۸٬۵۶۷ نفر جمعیت دارد.